# 安藤信友
安藤 信友（あんどう のぶとも）は、江戸時代前期から中期にかけての大名。備中国松山藩2代藩主、美濃国加納藩初代藩主。官位は従四位下・対馬守、侍従。対馬守系安藤家4代。6万5000石。享保7年（1722年）徳川吉宗の治世で老中に任ぜられる。文化人としても名高く、特に俳諧では冠里（かんり）の号で知られ、茶道では御家流の創始者となった。俳諧よくし、宝井其角の門下、号は冠里。

## 生涯
安藤重博の長男として誕生。天和元年（1681年）10月28日、11歳で5代将軍・徳川綱吉に初御目見した。貞享2年（1686年）、長門守に叙任する。元禄11年（1698年）8月9日に父が死去し、10月3日、幕府の許しを得て備中松山藩6万5000石の家督を継いだ。
宝永元年（1704年）に奏者番となり、宝永6年（1709年）には寺社奉行を兼任する。宝永8年（1711年）2月15日、美濃加納（美濃国内に6万石、近江国内に5000石の計6万5000石）に転封される。正徳3年（1713年）に寺社奉行を辞めるが、享保2年（1717年）に再び寺社奉行となる。翌年に大坂城代となり、さらに享保7年（1722年）には8代将軍・徳川吉宗から老中に任じられ、享保の改革の推進に関与した。
長男の松千代は夭折、次男の信易も14歳で早世したため、父の従弟にあたる信周を養子に迎えた。享保12年（1727年）6月7日、継嗣とした信周に先立たれたため、同月22日に信周の長男・信尹を改めて継嗣とすることを幕府に願い出て許される。享保17年（1732年）6月に病に伏せ、7月25日に62歳で死去した。
曾祖父・安藤重長が中興開基した江戸麹町の栖岸院（大正9年に杉並区永福に移転）に葬られた。法名は賢誉濬哲龍徳院。

## 官歴
- 貞享2年12月28日（1686年1月22日）、従五位下・長門守
- 宝永6年（1709年）11月13日、右京進
- 正徳元年（1711年）11月11日、右京亮
- 享保3年（1718年）8月4日、従四位下
- 同年8月8日、対馬守
- 享保7年12月15日（1723年1月21日）、侍従

## 幕府での職歴
- 宝永元年（1704年）10月9日、奏者番
- 宝永6年（1709年）11月23日、奏者番 兼 寺社奉行
- 正徳3年（1713年）3月12日、奏者番
- 享保2年（1717年）10月5日、奏者番 兼 寺社奉行
- 享保3年（1718年）8月4日、大坂城代
- 享保7年（1722年）5月21日、老中

## 文化人としての側面

### 俳諧・発句
宝井其角に師事し、冠里と号し、水間沾徳などとも交流があった。さまざまな書物でたびたび紹介され、最もよく知られる句に、雪の降る寒い日に駕籠で江戸城へ登城する途上で、酒屋の丁稚小僧が薄着に素足で御用聞きをして回っているのを見かけて詠んだものである。
雪の日や あれも人の子 樽拾ひ
「樽拾ひ（たるひろい）」とは酒屋の丁稚のことで、自分の子にはとてもまねさせられないが、あの丁稚も同じ人の子なのにとても不憫である、という意味である。
また、信友が藩主だった頃の備中国松山藩内では、俳諧が流行した。
同門の俳人・秋色には、冠里の家に招かれた際に詠んだ有名な句「武士の紅葉にこりず女とは」がある。

### 茶道
信友は始め織部流だったが、後に米津田盛の次男田賢の門人となり、千利休からそのままの形で細川三斎 → 一尾伊織 → 田賢へと伝授されたといわれる三斎流（一尾流）を学んだ。その後、三斎流を基本として織部流を組み合わせることで独自の流儀を確立させた。これが安藤家で、「御家流」として代々伝えられて今日に至る。

## 系譜
父母
- 安藤重博（父）
- 松平光重の娘（母）

正室
- 牧野忠成の娘

子女
- 安藤松千代（長男）
- 安藤信易（次男）

養子、養女
- 安藤信周 - 安藤重常[3]の次男
- 安藤信尹 - 安藤信周の長男
- 安藤信周正室 - 長島端得の娘
- 常子 - 大久保忠胤正室、京極高或の娘
- 藤堂高朗正室 - 安藤信周の娘